# 인천연송고등학교
인천연송고등학교(仁川延松高等學校)는 대한민국 인천광역시 연수구 송도동에 있는 공립 고등학교이다.

## 학교 연혁
- 2013년 3월 5일 : 초대 이순근 교장 취임
- 2013년 3월 5일 : 제1회 입학식(10학급 321명)
- 2014년 6월 26일 : 남자 단성학교 전환 승인(2015학년도 신입생부터 남학교)
- 2016년 2월 3일 : 제1회 졸업식(10학급 276명)
- 2023년 3월 1일 : 제5대 이인호 교장 취임
- 2023년 12월 29일 : 제9회 졸업식(9학급 225명, 누적 총 2,248명)
- 2024년 3월 4일 : 제12회 입학식(9학급 292명)

## 참고 자료
- 인천연송고등학교 - 한국교육학술정보원 학교알리미